# Ateliers de Construction Aéronautique de Zeebrugge
Ateliers de Construction Aéronautique de Zeebrugge (kratica ACAZ) je bilo belgijsko podjetje, ki je delovalo v 20. letih 20. stoletja v Zeebruggu in se je ukvarjalo s proizvodnjo letal.
Podjetje je izgradilo številne prototipe (med njimi ACAZ C.2 in ACAZ T-2), toda zaradi nepodpore s strani Vlade Belgije, je podjetje propadlo, še preden je začelo množično proizvodnjo.